# Carex fretalis
Carex fretalis är en halvgräsart som beskrevs av Bruce Gordon Hamlin. Carex fretalis ingår i släktet starrar, och familjen halvgräs. Inga underarter finns listade i Catalogue of Life.